# Znělá bilabiální frikativa
Znělá bilabiální frikativa je souhláska, vyskytující se v některých jazycích. V IPA se označuje řeckým písmenem beta (β), který v některých případech také označuje bilabiální aproximantu, která se ale správněji zapisuje jako <β̞>.
- Způsob artikulace: třená souhláska (frikativa). Vytváří se pomocí úžiny (konstrikce), která se staví do proudu vzduchu, čímž vzniká šum – od toho též označení úžinová souhláska (konstriktiva).
- Místo artikulace: obouretná souhláska (bilabiála). Uzávěra se vytváří mezi oběma rty.
- Znělost: znělá souhláska – při artikulaci hlasivky kmitají. Znělostní pár tvoří s neznělou bilabiální frikativou ɸ.
- Ústní souhláska – vzduch prochází při artikulaci ústní dutinou.
- Středová souhláska – vzduch proudí převážně přes střed jazyka spíše než přes jeho boky.
- Pulmonická egresivní hláska – vzduch je při artikulaci vytlačován z plic.

Vyskytuje se například v amharštině, katalánštině, španělštině (např. ve slově lava), turkmenštině a dalších jazycích a dialektech.